# Evellius
Evellius († um 66) war ein früher christlicher Märtyrer und ist Heiliger der römisch-katholischen und der orthodoxen Kirche. Der Legende zufolge war Evellius ein Ratgeber des Kaisers Nero und soll von der Standhaftigkeit der Märtyrer der Neronischen Christenverfolgung (insbesondere des Heiligen Torpes) derart beeindruckt gewesen sein, dass er selbst zum Christentum übertrat und dann dafür hingerichtet wurde. Sein Leichnam soll nach Pisa verbracht worden sein, sofern nicht auch seine Hinrichtung dort stattfand. Gedenktag des Evellius ist der 11. Mai.